# Przedsiębiorstwo Montażowe „Montoerg”

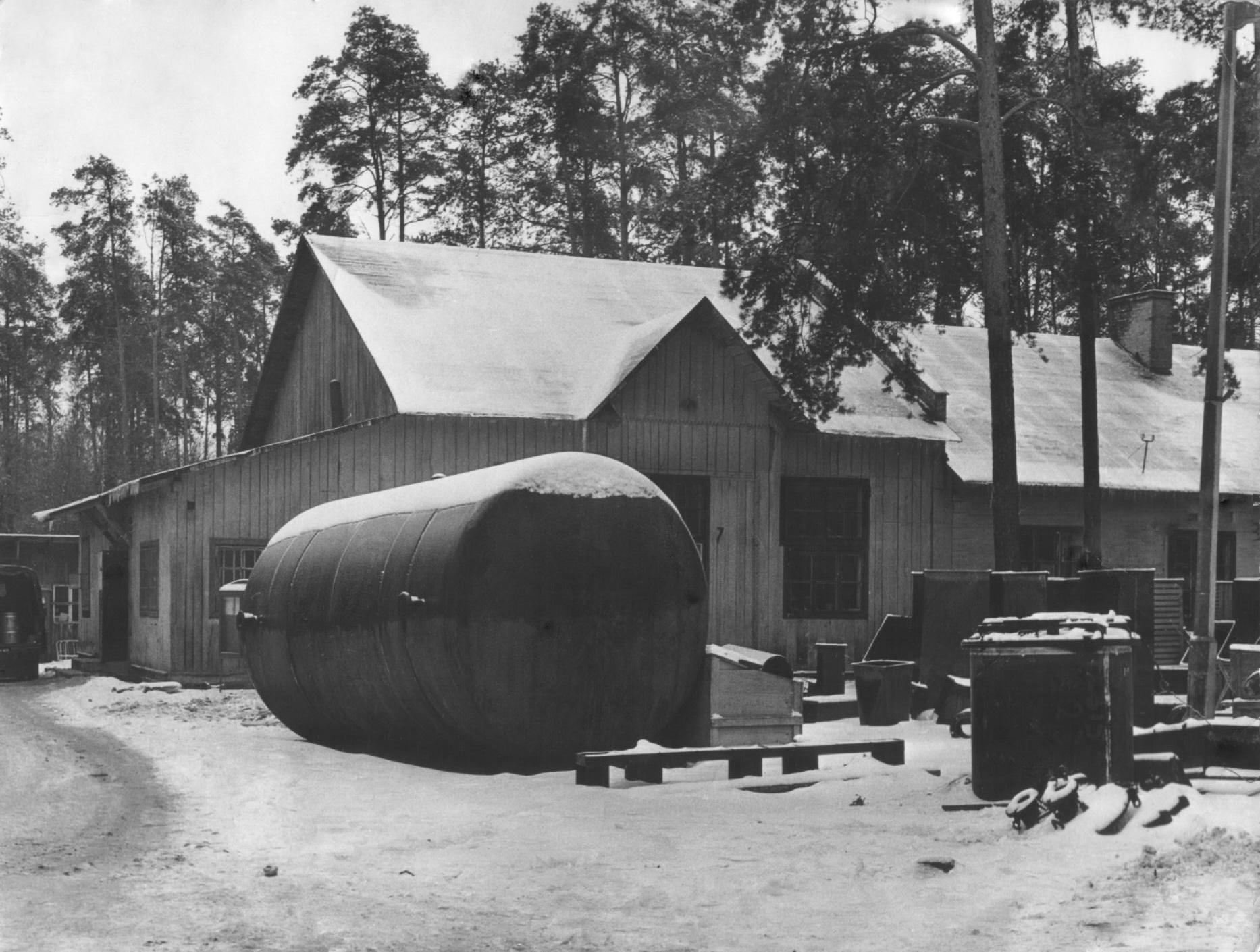
Pierwsza siedziba kierownictwa PM „Montoerg” (1969)

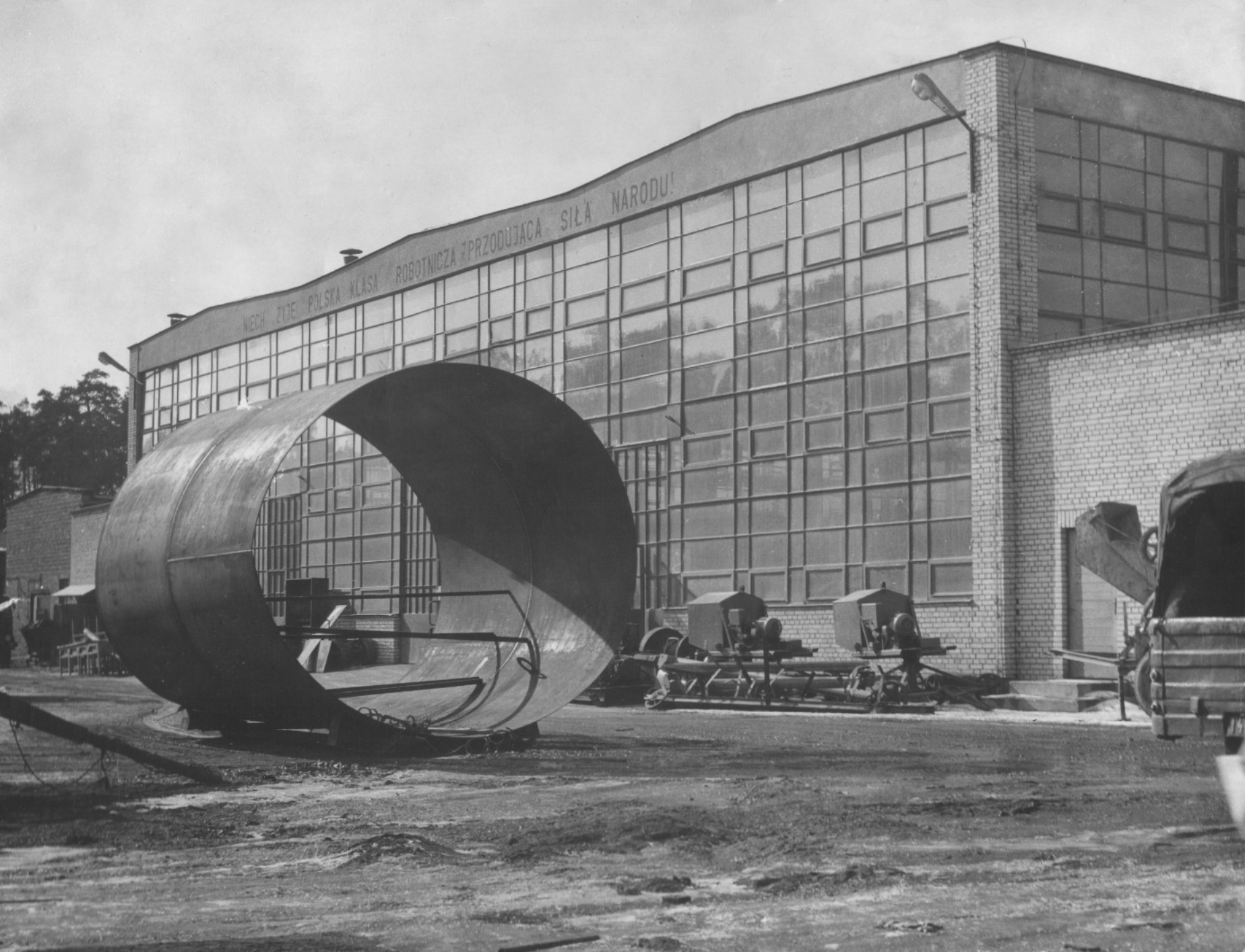
Hala warsztatów szkolnych (1969)

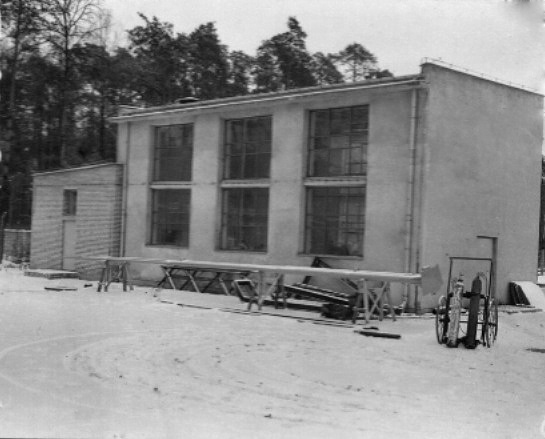
Hala produkcyjna (1969)

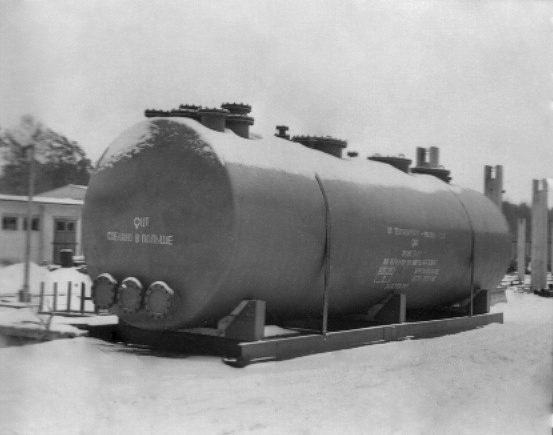
Zbiornik wykonany w tutejszym przedsiębiorstwie (1969)

Przedsiębiorstwo Montażowe „Montoerg” – zlikwidowane przedsiębiorstwo państwowe z siedzibą w Pionkach.

## Historia
Przedsiębiorstwo Montażowe „Montoerg” z siedzibą w Pionkach utworzone zostało na podstawie Zarządzenia Ministra Przemysłu Chemicznego z 4 marca 1959 w sprawie utworzenia przedsiębiorstwa państwowego pod nazwą: Przedsiębiorstwo Montażowe „Montoerg”. Znak: OPIB-I nr ew. 28.
PM „Montoerg” powstało 1 kwietnia 1959 na bazie Samodzielnego Oddziału Wykonawstwa Inwestycyjnego (SOWI) przy Zakładach Chemicznych „Pronit” w Pionkach.
Zwierzchni nadzór nad przedsiębiorstwem sprawował Minister Przemysłu Chemicznego przez Zjednoczenie Przemysłu Organicznego „ERG” Warszawa ul. Żurawia 6/10.
W 1962 zorganizowano przy przedsiębiorstwie zasadniczą szkołę przyzakładową w której zdobywano zawód ślusarza aparatury chemicznej (do 1968 ukończyło szkołę 89 uczniów).
W 1967 na podstawie zarządzenia ministra Przemysłu Chemicznego przy „Montoergu” do budowy instalacji doświadczalnej został powołany Zakład Doświadczalny Budowy i Montażu Instalacji Naukowo-Badawczych „Chemimetal” w Pionkach.
W 1969, po raz pierwszy na budowę zagraniczną wyjechała załoga przedsiębiorstwa.
W 1971, Przedsiębiorstwo Montażowe „Montoerg” zostało przekształcone w Przedsiębiorstwo Budowlano-Montażowe „Organika” w Pionkach.

## Przedmiot działania
- montaż maszyn, aparatów, urządzeń i rurociągów dla przemysłu organicznego
- montaż pomocniczych konstrukcji stalowych
- roboty budowlane i elektromontażowe w zakresie pomocniczym i uzupełniającym dla właściwych robót montażowych.

Źródło:

## Struktura organizacyjna
- Dyrektor Naczelny, któremu podlegały piony:

1. Zastępca Dyrektora ds Ekonomicznych
2. Główny Księgowy
3. Naczelny Inżynier.

Dyrektorowi Naczelnemu podlegały również bezpośrednio komórki organizacyjne:
- Dział Zatrudnienia
- Dział Kadr i Szkolenia Zawodowego
- Dział Normowania
- Dział Kontroli Wewnętrznej
- Dział Bezpieczeństwa i Higieny Pracy
- Dział Organizacji Pracy.

ad 1) Zastępcy Dyrektora ds Ekonomicznych podlegały:
- Komórka Inwentaryzacji Ciągłej
- Dział Administracyjno-Gospodarczy
- Dział Zaopatrzenia
- Dział Planowania
- Dział Transportu
- Baza Materiałowa
  - 5 magazynów mniejszych znajdujących się na różnych odcinkach pracy poza Pionkami.

ad 2) Głównemu Księgowemu podlegały:
- Samodzielna Sekcja Analiz Ekonomicznych
- Dział Finansowy
- Dział Księgowości Materiałowej
- Rewident Zakładowy.

ad 3) Naczelnemu Inżynierowi podlegały:
- Dział Antykorozyjny
- Dział Głównego Mechanika
- Szef Produkcji
- Dział Inwestycji
- Dział Postępu Technicznego
- Dział Przygotowania Produkcji Podstawowej.

Do Pionu Naczelnego Inżyniera należał bezpośrednio Kierownik Bazy Warsztatowej, któremu podlegały Działy produkcyjne:
- Dział Technologii
- Sekcja Planowania Kosztów i Koordynacji
- Warsztat Rozdzielnia Robót
- 2 warsztaty produkcji aparatury
- Warsztat Obróbki Skrawaniem
- Gumownia-Pionki
- Warsztat Szkolny.

Naczelnemu Inżynierowi podlegało 7 mniejszych Odcinków Robót w: Pionkach, Bydgoszczy, Brzegu Dolnym, Jaworznie, Zgierzu, Pustkowie i Sarzynie.
Źródło:

## Baza
Przedsiębiorstwo dysponowało terenem o powierzchni 5,53 ha, na którym wzniesiono dwie hale produkcyjne, warsztat szkolny i warsztat głównego mechanika, budynek administracyjny, wiaty i magazyny, acetylenownię, adoptowane hale (gumownia i hala obrabiarek) oraz stałe budynki administracyjne. Ponadto dysponowało ponad 30. samochodami marki Żuk, Żubr i jednym autobusem San oraz korzystało z bocznicy kolejowej Pronitu na stacji kolejowej Pionki.
Źródło:

## Zakłady w których prowadził roboty
- Zakłady Chemiczne „Azot”[e] Jaworzno
- Zakłady Chemiczne „Sarzyna”
- Zakłady Chemiczne „Zachem”[f] Bydgoszcz
- „Boryszew” Sochaczew
- Nadodrzańskie Zakłady Przemysłu Organicznego „Rokita”[g] Brzeg Dolny
- WZPB[h] Wola Krzysztoporska
- Fabryka Tworzyw Sztucznych Warszawa
- Zakłady Chemiczne Żarów
- „Elana” Toruń
- „Celuloza” Niedomice
- Zakłady Papiernicze Bydgoszcz
- Fabryka Narzędzi Bydgoszcz
- Kujawskie Zakłady Koncentratów Spożywczych Włocławek
- Zakłady Sprzętu Instalacyjnego Nakło
- Fabryka Farb i Lakierów Wrocław
- Zakłady Przemysłu Spirytusowego Wrocław
- „Polfa” Kutno
- Zakłady Zbożowe Góra Kalwaria
- „Termoplast” Mąkolno
- Zakłady Azotowe Kędzierzyn
- Zakłady Obuwia Gumowego Łódź
- WSK Mielec
- Fabryka Łączników Potkanów
- „Pronit” Pionki[i]
- Zakłady Chemiczne Bieruń Stary
- „Gamrat” Jasło
- Zakłady Przemysłu Barwników „Boruta”[j] Zgierz
- Zakłady Włókien Sztucznych Tomaszów
- Zakłady Tworzyw Sztucznych „Pustków” Pustków
- Zakłady Tworzyw Sztucznych Oława
- „Celuloza” Włocławek
- „Celuloza” Świecie
- „Eltra” Bydgoszcz
- Gazownia Miejska Bydgoszcz
- Włocławska Fabryka Mebli
- Fabryka Farb i Lakierów Radom
- Fabryka Farb i Lakierów Bliżyn
- „Polfa” Pabianice
- Zakłady Zbożowe Grójec
- Zakłady Zbożowe Sochaczew
- Zakłady Koksownicze „Walenty” Ruda Śląska
- „Anilana” Łódź
- Zakłady Obuwia Gumowego Teofilów
- RZMO Radom
- Zjednoczenie Przemysłu Organicznego Warszawa.

Źródło:

## Stałe odcinki robót
Stałe odcinki robót prowadzone były przy zakładach przemysłu chemicznego charakteryzujących się stałą rozbudową na terenie województw: bydgoskiego, katowickiego, kieleckiego, krakowskiego, łódzkiego, rzeszowskiego, wrocławskiego i warszawskiego.
- TKR – 1 Pionki
- TKR – 2 Bydgoszcz
- TKR – 3 Brzeg Dolny
- TKR – 4 Jaworzno
- TKR – 5 Zgierz
- TKR – 6 Włocławek
- TKR – 7 Pustków
- TKR – 8 nn
- TKR – 9 Sarzyna.

Źródło:

## Odbiorcy aparatury
- Zakłady Chemiczne Police
- Zakłady Tworzyw Sztucznych Gliwice
- Zakłady Azotowe Włocławek
- Zakłady Chemiczne „Azot” Tarnów
- „Mostostal” Warszawa
- Zakłady Naprawcze Taboru Kolejowego Wrocław
- Zakłady Chemiczne Sosnowiec
- ZBUCh Skierniewice
- Elektrownia „Adamów”
- „Argom” Łódź
- Instytut Badań Jądrowych Warszawa
- „Termowent” Warszawa
- „Armatury” Kielce
- FWE Radom
- „Hutmen” Wrocław
- Cementownia „Przyjaźń” Wierzbica
- Kopalnia „Piotrkowice”
- Zakłady Chemiczne Wizów
- Zakłady Chemiczne Oświęcim
- „Azot” Puławy
- „Mostostal” Wrocław
- „Mostostal” Puławy
- Zakłady Metalowe Skarżysko
- Huta „Szczecin”
- Zakłady Chemiczne „Strem” Strzemieszyce
- Bielskie Zakłady Remontowe Bielsko-Biała
- Zakład Urządzeń Przemysłowych Nysa
- Zakładach Urządzeń i Instalacji „Termowent” Radom
- Kopalnia Siarki Grzybów
- Fabryka Autobusów Sanok
- Instytut Chemii Ogólnej Warszawa
- „Hydrobudowa” Włocławek
- Fabryka Materiałów Ściennych Koło.

Źródło:

## Naczelni dyrektorzy
- Jan Kmita (1.04.1959[14]–1964[9])
- inż. Aleksander Mosór (1964–1971)[15].

## Baza wypoczynkowa
- Świerże Górne – pięć domków kempingowych (od 1966)[9][16]
- Pogorzelica – osiem domków kempingowych (od 1967)[17]
- Szymbark – ośrodek kolonijny dla dzieci (od 1968)[k][16].